# Edward Hitchcock (paleontologo)
Edward Hitchcock (Deerfield, 24 maggio 1793 – Amherst, 27 febbraio 1864) è stato un geologo, paleontologo e botanico statunitense.

## Biografia
Era di famiglia povera; il padre, Justin Hitchcock (1752-1822) avrebbe voluto che continuasse la sua attività di cappellaio. Studiò alla neonata Deerfield Academy, di cui divenne in seguito rettore dal 1815 al 1818. Qui dimostrò un forte interesse per le scienze, in particolare per l'astronomia. Nel 1821 fu ordinato pastore congregazionalista e servì come pastore della Congregational Church a Conway, Massachusetts, negli anni 1821-25. Lasciò il ministero per diventare professore di chimica e storia naturale al Amherst College. Mantenne l'incarico dal 1825 al 1845, lavorando poi come professore di teologia razionale e geologia dal 1845 fino alla sua morte nel 1864. Nel 1845, Hitchcock divenne presidente del College, incarico che tenne fino al 1854. Come presidente Hitchcock riuscì a liberare Amherst da severe difficoltà finanziarie. Gli fu anche riconosciuto lo sviluppo della risorse scientifiche del college e nell'aver creato la sua reputazione nell'insegnamento scientifico.
Oltre al suo ruolo ad Amherst, Hitchcock acquistò fama come geologo. Effettuò la prima indagine del Massachusetts e nel 1830 fu nominato geologo dello Stato del Massachusetts, ruolo che mantenne fino al 1844. Ebbe un ruolo anche nelle indagini geologiche degli Stati di New York e Vermont. Il suo progetto principale tuttavia fu la teologia naturale, che tentava di unire e riconciliare scienza e religione, focalizzando la sua indagine sulla geologia. Il suo maggior lavoro in questa area fu The Religion of Geology and Its Connected Sciences (Boston, 1851). In questo testo tentò di re-interpretare la Bibbia per accordarla con le ultime teorie geologiche. Per esempio, sapendo che la terra aveva come minimo un'età di centinaia di migliaia di anni, enormemente più vecchia dei 6000 anni fissati dagli studiosi biblici, Hitchcock escogitò un modo per leggere l'originale ebraico così che una singola lettere nella Genesi— una "v", che significa "successivamente"—implicasse l'ampia sequenza temporale durante la quale la terra fu formata.
Hitchcock ha anche dato un contributo alla paleontologia. Pubblicò lavori sui percorsi fossili nella valle del fiume Connecticut, che comprendono Eubrontes e Otozoum, che in seguito furono associate a dinosauri, che se lui credeva, con un po' di preveggenza, che erano state fatte da uccelli giganti.
Come botanico è abbreviato E.Hitchc. quando è citato associato a un nome botanico.

## Pubblicazioni
- Geology of the Connecticut Valley (1823)
- Catalogue of the Plants within Twenty Miles of Amherst (1829)
- Elementary Geology, 1840. (31 editions)
- The Religion of Geology and its Connected Sciences, su hti.umich.edu.
- Dyspepsy Forestalled and Resisted, Or, Lectures on Diet, Regimen, and Employment, su books.google.com.
- Lectures on the Peculiar Phenomena of the Four Seasons (1850)
- Reports on the Geology of Massachusetts (1833-35-38-41)
- Outline of the Geology of the Globe and of the United States in Particular with Sketches of Characteristic American Fossils (1853)
- Illustrations of Surface Geology (1857)
- Reminiscences of Amherst College (1863)